# Utwór

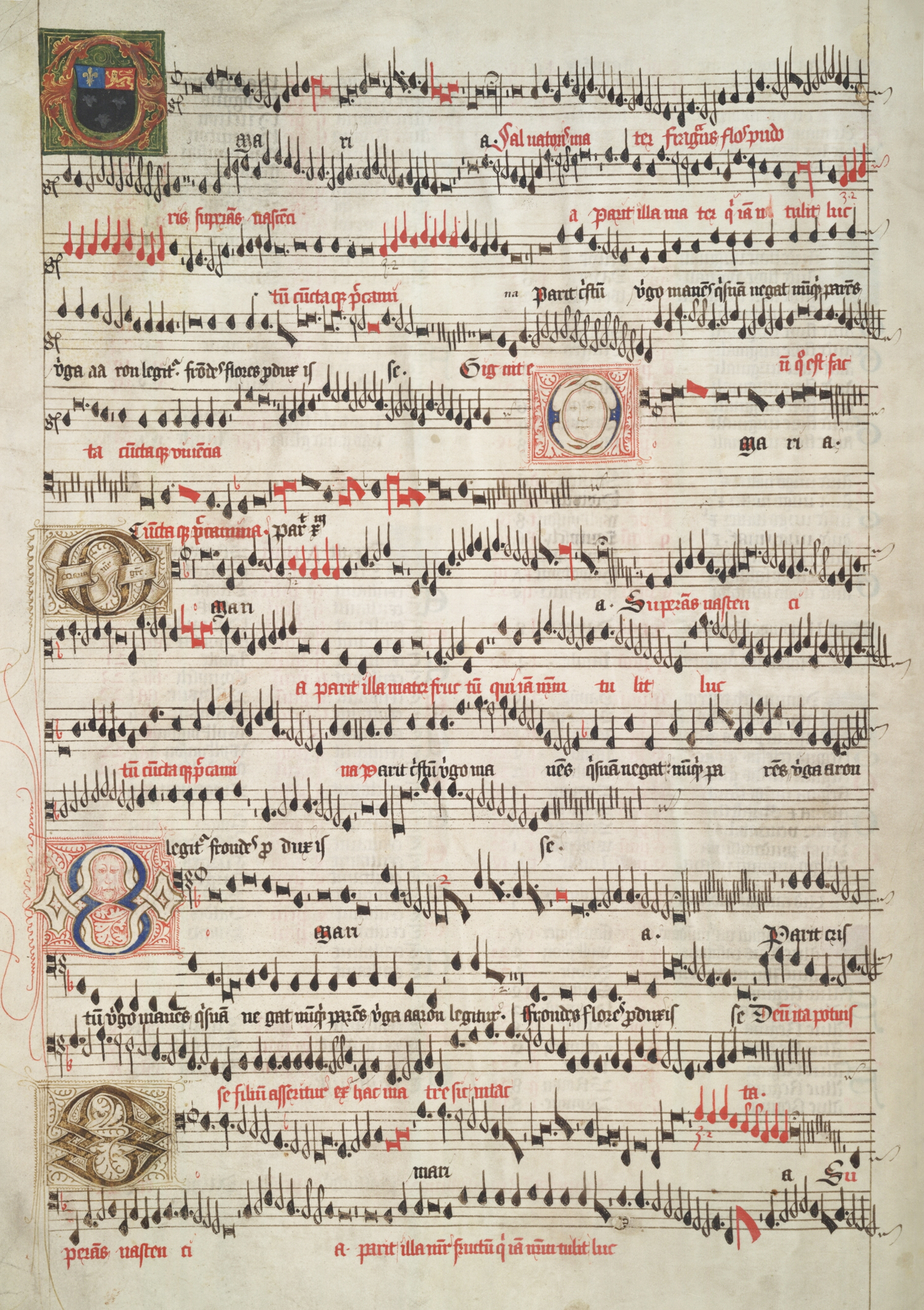
Strona z Eton Choirbook, na której umieszczono zapis nutowy, będący jednocześnie utworem plastycznym

Utwór (dzieło) – dobro niematerialne istniejące niezależnie od rzeczy, na której zostało utrwalone (corpus mechanicum), rezultat twórczej pracy człowieka, przedmiot prawa autorskiego. W różnych państwach obowiązują różne definicje utworu, a prawo międzynarodowe określa tylko minimalne standardy.
Nie wszystkie cechy utworu są wymienione wprost w ustawach poszczególnych państw. Niektóre ustawy określają tylko, że przedmiotem prawa autorskiego jest utwór. Inne wymieniają jedynie rodzaje utworów. Pierwszą na świecie ogólną (pojęciową) definicję utworu ukuli polscy prawnicy.
Ważną rolę w dookreślaniu pojęcia utworu pełni praktyka i nauka prawa. Największe różnice w definicji wynikają z historii prawa autorskiego i z podziału na system droit d’auteur (głównie Europa kontynentalna) oraz system copyright (głównie kraje anglosaskie). W systemie copyright więcej materiałów spełnia cechy utworu niż w systemie droit d’auteur. Copyright wymaga szeroko pojętej oryginalności i utrwalenia utworu. Tymczasem w systemie droit d’auteur utworem jest oryginalny i indywidualny (czyli twórczy), ustalony rezultat pracy intelektu.
Pojęcie utworu, tak jak prawo autorskie w ogóle, przechodzi kryzys. Definicja utworu, pojęcia abstrakcyjnego, nie jest stała. Na przykład w Polsce spór o tę definicję istniał już na etapie prac nad pierwszą polską ustawą o prawie autorskim (z 1926) i 70 lat później, gdy projektowano ustawę z 1994. W XXI wieku wątpliwości się pogłębiły.

## Utwór jako dobro niematerialne
Przedmiotem prawa autorskiego jest dobro, którego nie odbiera się zmysłami bezpośrednio . Utwór nie jest wyodrębnioną częścią przyrody, tylko konstrukcją ludzkich myśli, która ma własną wartość ekonomiczną i jest samodzielnym przedmiotem obrotu.
Aby percepcja tego dobra była możliwa, musi ono być zapisane na nośniku (corpus mechanicum). Prawo autorskie nie zajmuje się nośnikami. Obrót nimi jest domeną prawa rzeczowego i prawa zobowiązań. Nawet zniszczenie nośnika nie ma wpływu na istnienie utworu . Od zasady osobnego obrotu utworami i nośnikami istnieją wyjątki. I tak (przykładowo) pracodawca nabywa prawa do utworu pracowniczego razem z prawem własności nośnika, a autorowi i jego spadkobiercom przysługuje droit de suite z tytułu sprzedaży nośnika utworu.

## Definicja utworu

### Systemcopyright
W prawie amerykańskim funkcjonuje doktryna idea – expression. Mówi ona, że na początku jest pomysł, koncepcja, którą twórca konkretyzuje w formę. Przedmiotem copyright jest expression, forma, realizacja pomysłu, a nie pomysł. Aby tak uformowane dzieło było objęte anglosaskim prawem autorskim, musi być oryginalne. Oryginalność jest różnie rozumiana w różnych państwach. Na przykład w Wielkiej Brytanii uznaje się, że oryginalne jest to, co nie zostało skopiowane. Wystarczy zainwestować w powstanie dzieła, aby zostało ono uznane za utwór. Brytyjski copyright chroni skill and labour (umiejętności i pracę włożone w powstanie dzieła), a nie tylko sposób wyrażenia (expression).
Konsekwencją swobodnego interpretowania „oryginalności” jest fakt, że copyright obejmuje prawa do fonogramów, nadań programów i podobnych produktów przemysłowych. Aby chronić te materiały w państwach systemu droit d’auteur, w których pojęcie utworu jest węższe, wypracowano koncepcję praw pokrewnych. Ponadto w państwach, w których obowiązuje system copyright, wymaga się utrwalenia utworu, czyli zapisania na nośniku, który da się kopiować .
Szeroka interpretacja oryginalności ma pewne ograniczenia. Sąd Najwyższy Stanów Zjednoczonych w wyroku w sprawie Feist vs. Rural orzekł, że oprócz wysiłku musi być odrobina działalności twórczej, twórczych wyborów (modicum of originality). Sama funkcja dzieła albo zastosowanie jednego z kilku standardów albo wybór metody tworzenia nie daje pola do oryginalności. Dlatego np. samo to, że drzwi szafki mają zaokrąglone (nie kanciaste) krawędzie nie podlega ochronie copyright.
Do czasu przystąpienia Stanów Zjednoczonych do konwencji berneńskiej istniał tam obowiązek rejestracji utworu w Copyright Office i oznakowania go notą copyrightową (©). Skoro konwencja berneńska roztacza ochronę utworów na podstawie samego ich powstania, nota copyrightowa daje jedynie ułatwienia procesowe przed amerykańskim sądem .

### Systemdroit d’auteur

#### Warunki zaistnienia utworu

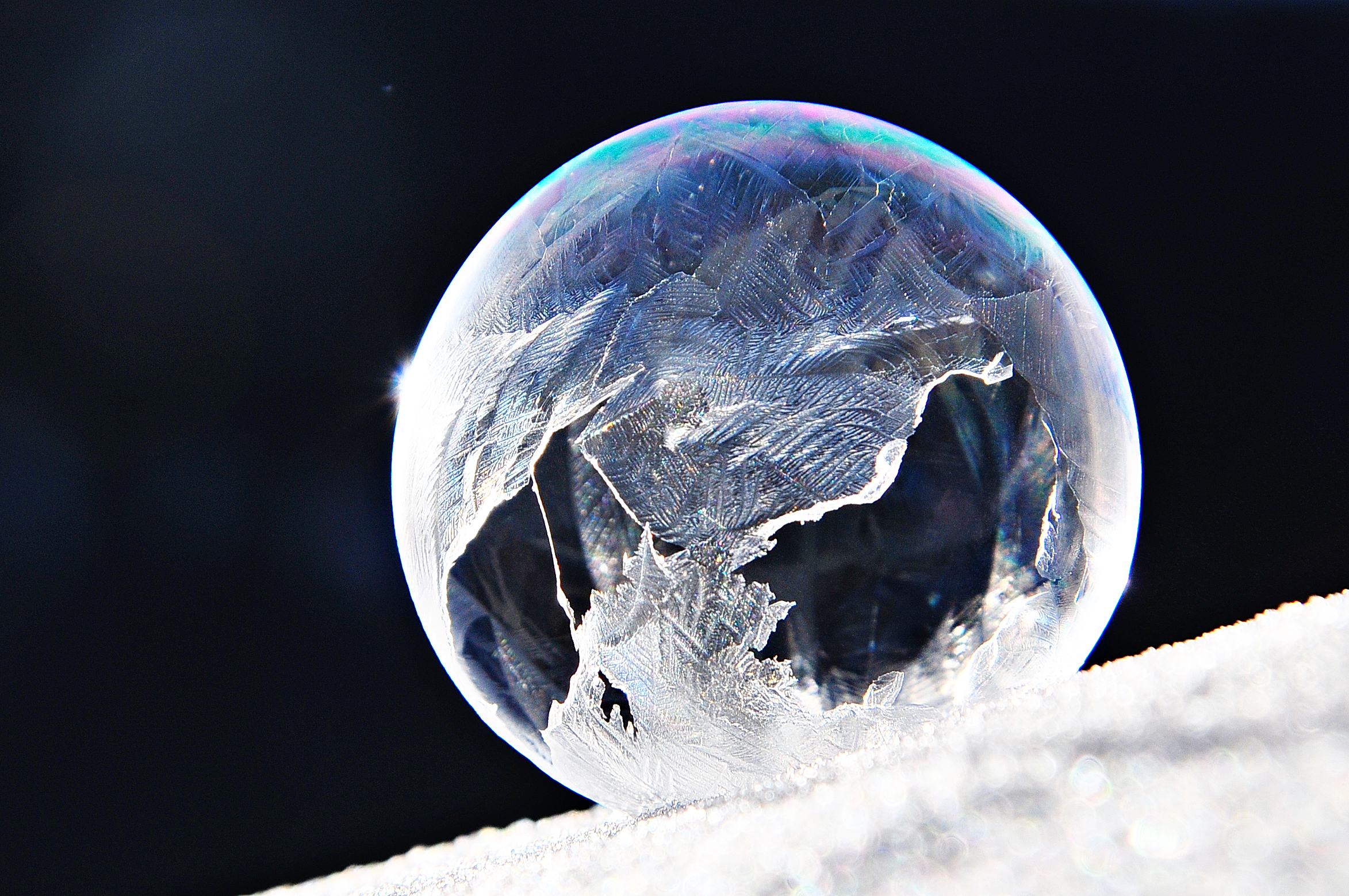
Wzory lodu na bańce mydlanej nie są chronione prawem autorskim

Utwór może powstać wyłącznie z pracy ludzkiej, tak więc efekty działania przyrody, np. wzory mrozu na szybie, nie są utworami. Autor może posłużyć się narzędziem, aby uzewnętrznić swój pomysł. Jeżeli jednak działanie ludzkiego intelektu jest zastąpione działaniem narzędzia, utwór nie powstaje. Ten problem dotyczy m.in. posługiwania się oprogramowaniem, które potrafi wygenerować coraz bardziej złożone efekty .
Materiał jest oryginalny, jeżeli stanowi przejaw działalności twórczej, czyli z punktu widzenia twórcy – jest nowy. Niekoniecznie wszystkie elementy takiego materiału muszą być nowe. Wystarczy, że nowy jest sposób prezentacji: ich wybór i kolejność. Nowość jest oceniana z perspektywy twórcy, zatem jest możliwe, że dwóch twórców niezależnie od siebie stworzy identyczne utwory. Jest to twórczość paralelna, Doppelschöpfung, i do takich utworów istnieją niezależnie prawa autorskie różnych osób. To zjawisko występuje m.in. w muzyce .
Materiał jest indywidualny, jeżeli twórca mógł w nim zawrzeć i zawarł swoją wizję, a nie tylko przestrzegał ogólnych, ścisłych reguł. Ta cecha wywodzi się z czasów, gdy uważano, że utwór odzwierciedla niepowtarzalność jego autora. Przynajmniej od czasu objęcia programów komputerowych ochroną prawa autorskiego jest jasne, że ochrona zależy od indywidualności utworu, a nie twórcy. Dzięki indywidualności utworu istnieje więź autora z utworem, a stąd wynikają autorskie prawa osobiste . Indywidualność ocenia się z perspektywy odbiorców, w różny sposób dla utworów różnych dziedzin twórczości . W Polsce popularnym miernikiem tej cechy jest teoria „statystycznej jednorazowości” szwajcarskiego prawnika Maxa Kummera .
W państwach, w których obowiązuje system droit d’auteur, utworem jest materiał ustalony, czyli uzewnętrzniony tak, żeby można się z nim było zapoznać . Może być nietrwały, np. zagrany albo wypowiedziany.
Spełnianie albo niespełnianie cech utworu jest faktem. Ten fakt jest niezależny od woli twórcy, jego oświadczeń czy postanowień umów. Nie ma obowiązku dopełniania żadnych formalności, podpisania utworu, zgłoszenia do organizacji zbiorowego zarządzania. Oznaczenia typu „wszelkie prawa zastrzeżone” nie przesądzają, że dany materiał jest utworem i są tylko informacyjne, ewentualnie mają zniechęcać do naruszeń praw autorskich. Jedynie na gruncie ustawy o prawie autorskim z 1952 istniał obowiązek zastrzeżenia praw autorskich na fotografiach .

#### Zakres pojęcia utworu

##### Wartość utworów i koncepcjakleine Münze

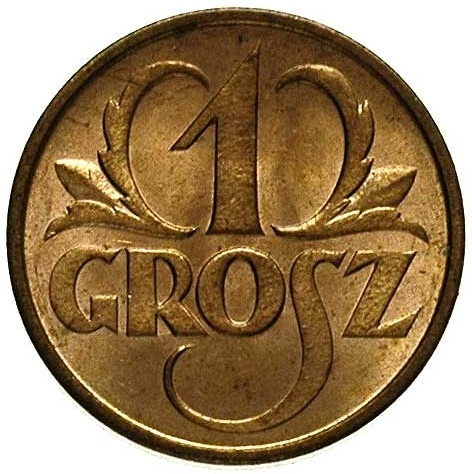
Nawet najmniejsza moneta ma jakąś wartość

Utwór może mieć jakąkolwiek wartość (ekonomiczną, estetyczną, zerową, ponadprzeciętną) i dowolne przeznaczenie. Nie jest istotne, czy autor tworzył profesjonalnie, czy zamierzał wyprodukować utwór i w jakim celu tworzył. Nie jest istotne, czy utwór jest nieukończony, napisany „do szuflady”. Nie jest też istotne ile wysiłku, ile nakładów włożono w powstawanie utworu, ani jak długo powstawał. Takie okoliczności mogą jedynie uprawdopodabniać, że materiał jest twórczy . To, czy sam proces tworzenia był innowacyjny, nietypowy, ma znaczenie o tyle, o ile daje twórczy rezultat. Droit d’auteur ocenia sam rezultat.
Istnieje propozycja, aby chronić tylko takie utwory, które są ważne dla cywilizacji, nauki, kultury itp. Jednak utwory, które są stosunkowo najmniej indywidualne, także są chronione. Nauka niemiecka nadała im nazwę kleine Münze („drobna moneta”, w nawiązaniu do tego, że nawet drobne monety mają wartość). Za ochroną kleine Münze opowiadają się różne sądy, w tym Trybunał Sprawiedliwości UE  i polski Sąd Najwyższy. W odniesieniu do takich utworów trudniej uzasadnić pełną ochronę prawa autorskiego  oraz inne przywileje autorów, np. ulgi podatkowe. Z drugiej strony, odbiorcy mogą nie zauważyć chronionego utworu, a materiał nietwórczy może zdobyć popularność.
Może się wydawać, że skoro ochrona prawa autorskiego jest tak szeroka, to można by założyć, że każdy efekt pracy człowieka jest utworem. Jednak takie rozumowanie jest sprzeczne z prawem.

##### Inne dobra chronione lub niechronione
Utworami nie są dobra, które istnieją niezależnie od człowieka i są jedynie odkrywane: zasady matematyczne, rozwiązania naukowe. Utworami nie są metody, procesy. Utworami nie są także idee, koncepcje, pomysły. Wynikają one z obserwacji świata i mogą być treścią utworów, ale nie samymi utworami. Tak prawo autorskie traktuje m.in. języki sztuczne, skale muzyczne, barwy dźwięku, maniery twórcze , ale też kalendarze wielkanocne utworzone analogicznie do kalendarzy bożonarodzeniowych czy wystrojenie wnętrza kina motywem taśmy filmowej. Uważa się, że idee powinny być dobrami powszechnymi, które z definicji nie podlegają zawłaszczeniu. Z tym zagadnieniem jest związana ochrona dzieł ready-made i w ogóle sztuki konceptualnej. Nie wszystkie dzieła sztuki są utworami w rozumieniu prawa autorskiego. Za utwory nie uznaje się na przykład niektórych dzieł Marcela Duchampa, „utworu” muzycznego 4′33″ czy dzieł body art .
Utwór nie zawsze podlega ochronie w całości. Precyzyjnie ujmując, ochronie podlegają tylko jego twórcze i oryginalne elementy. Oprócz nich utwór może zawierać takie, co do których autor nie miał wyboru. Twórcze i oryginalne elementy utworu podlegają ochronie także samodzielnie: na przykład utworem może być zarówno film, jak i kadr filmu. Trudno wskazać najmniejszy taki element. Pojedyncze słowa, nawet neologizmy (w tym nazwy postaci literackich), raczej nie mogą być utworami, a złote myśli czy slogany – mogą. Według polskich sądów „Baśka miała fajny biust” (cytat z piosenki „Baśka”) jest twórczym sformułowaniem, a nie jest nim „ciemność! widzę ciemność! ciemność widzę!” (cytat z filmu Seksmisja) .
Istnieje koncepcja „tytułów mocnych” i „słabych”. Według zwolenników tej koncepcji tytuły charakterystyczne, zdecydowanie odróżniające, zwane „mocnymi” (np. Ferdydurke), zasługują na samodzielną ochronę prawa autorskiego. Jednak przeważa opinia, że twórczość elementów utworu musi wynikać z nich samych, a nie z ich relacji z resztą utworu . Dlatego tytuły nie mogą być utworami tylko dlatego, że są tytułami. To różni prawo autorskie od prawa znaków towarowych, które chroni skojarzenie (ideę) . Naruszenie prawa autorskiego miałoby miejsce w przypadku dowolnego wykorzystania tytułu razem z utworem, np. niekonsultowanego wydania polskiego tłumaczenia powieści Winnie the Pooh pod tytułem Kubuś Puchatek.

#### Polski wkład w kształtowanie definicji
Pierwszą na świecie ogólną definicję utworu ukuli polscy prawnicy w dwudziestoleciu międzywojennym. Artykuł 1 ust. 1 ustawy o prawie autorskim z 1926 brzmiał: „Przedmiotem prawa autorskiego jest – od chwili ustalenia w jakiej bądź postaci (…) każdy przejaw działalności duchowej, noszący cechę osobistej twórczości”.
W 1928 na kongresie w Rzymie zwołanym w sprawie zmian w konwencji berneńskiej polska delegacja przedstawiła tę definicję wraz z wnioskiem, aby podobna znalazła się w konwencji. Ostatecznie polski wniosek nie został uwzględniony, ponieważ skupiono się na najpilniejszych kwestiach.

### Prawo międzynarodowe
Konwencja berneńska nie definiuje utworu, a jedynie zawiera przykładowe wyliczenie rodzajów utworów. Jej pierwsza redakcja (z 1886) zawierała tak szeroką zasadę ochrony, że gdyby została utrzymana, to nie byłoby potrzeby wyodrębniać międzynarodowej ochrony praw pokrewnych. Ponadto wyróżniała dwie grupy rodzajów utworów: takie, które muszą być jednolicie chronione we wszystkich państwach-stronach konwencji, oraz takie, które w poszczególnych państwach powinny być objęte tylko taką ochroną, jaką otrzymywały dzieła danego rodzaju w danym państwie.
Od redakcji brukselskiej (z 1948) postanowienia konwencji nie zobowiązują państw do objęcia utworów ochroną, tylko same ustanawiają minimalny poziom ochrony. Są stosowane bezpośrednio, ich adresatami nie są wyłącznie państwa-strony konwencji. Można domagać się przed sądem ochrony utworu na podstawie samej konwencji, nawet jeżeli przepisy krajowe są inne.
Kolejne redakcje konwencji obejmowały ochroną coraz więcej kategorii utworów. Do pierwotnego wyliczenia dodano m.in. fotografię i film, dzieła sztuki użytkowej; zrezygnowano z wymogu pisemnego ustalenia utworów choreograficznych i pantomim. Redakcja berlińska (z 1908) objęła ochroną szeroko pojęte opracowania („tłumaczenia, przystosowania, układy muzyczne oraz inne przeróbki […], jak również zbiory rozmaitych dzieł”).
Postanowienia o zakresie ochrony utworów zawiera też powszechna konwencja o prawie autorskim (UCC) z 1952, zrewidowana w 1974 oraz traktat WIPO o prawie autorskim z 1996 (WCT). UCC ochroną tylko takie utwory, które można przeczytać lub z którymi można się zapoznać wizualnie, więc nie dotyczy utworów muzycznych wydanych na płytach. Z kolei WCT zobowiązuje do przestrzegania konwencji berneńskiej i wyłącza spod ochrony idee, procedury, metody działania i pojęcia matematyczne. Ochronie WCT podlegają też programy komputerowe i bazy danych.

### Prawo Unii Europejskiej
Dyrektywy Unii Europejskiej o ochronie programów komputerowych, baz danych i fotografii określają, że ochrona prawa autorskiego obejmuje „własną intelektualną twórczość” autorów. Jest to stwierdzenie istnienia progu na najniższym poziomie, jednak są i takie komentarze, według których jest to wprowadzenie jednolitej unijnej definicji utworu . W praktyce sądy różnych państw członkowskich wydają różne wyroki w sprawach, w których mają rozstrzygnąć, czy dany (ten sam) materiał jest utworem. Dlatego H.H. Lidgard zaproponował harmonizację zasad stwierdzania cech utworu.
Nie ma wyraźnej podstawy prawnej do harmonizacji wychodzącej ponad to, że programy komputerowe, bazy danych i fotografie są utworami, jeżeli stanowią „własną intelektualną twórczość”. Jednak według Trybunału Sprawiedliwości UE (TSUE) wymóg „własnej intelektualnej twórczości” obejmuje też inne kategorie utworów. Trybunał stwierdził tak, ponieważ na podstawie przepisów dyrektywy 2001/29/WE może oceniać kiedy ma miejsce kopiowanie utworu. I tak omawiany wymóg ma oznaczać to samo co wymóg „oryginalności” rozumianej jako „odzwierciedlania osobowości twórcy”. TSUE w wyrokach dotyczących utworów różnych rodzajów doprecyzował jak oceniać czy dany materiał jest utworem. Utwory literackie cechują się twórczym doborem słów i nawet kilkunastowyrazowy fragment może być uznany za utwór. Pracując nad fotografią, autor może dokonać twórczych wyborów na etapie przygotowania i wykonywania zdjęcia oraz w czasie prac nad odbitkami. Co istotne dla państw członkowskich UE, w których obowiązuje copyright, zdaniem TSUE nakład pracy, umiejętności twórcy czy wartość i cel powstania materiału nie mają znaczenia dla uznania, czy powstał utwór.

### Krytyka
Każda ogólna definicja utworu jest obarczona poważną wadą. Utwór jest pojęciem abstrakcyjnym i jako taki jest trudniejszy do określenia niż np. rzecz.
Według niektórych specjalistów obowiązująca definicja powstała na bazie założeń, które są nieaktualne. Podział na grupy społeczne twórców i odbiorców jest mniej wyraźny, istnieje Web 2.0, blogosfera, serwisy typu wiki. Jednak prace skupiające się na tych zagadnieniach nie zawierają propozycji zmiany rozumienia utworu . Inni naukowcy zauważają, że obecne rozwiązania są elastyczne i umożliwiają dostosowanie interpretacji prawa do zmieniających się technologii.
Podważa się sam sens ustawowego definiowania utworu. W trakcie prac nad pierwszą polską ustawą o prawie autorskim (z 1926) Jan Jakub Litauer stwierdził, że utwór powinna definiować nauka i praktyka prawa. Jednak ostatecznie ta ustawa zawierała ogólną definicję utworu. Zrezygnowano z niej w ustawie z 1952 i przywrócono w ustawie z 1994. Dla porównania – w 2010 roku w ok. 20 państwach europejskich obowiązywały ustawy, w których nie było ogólnej definicji utworu. Do tych państw należały m.in. kraje skandynawskie i frankofońskie. W większości ich ustaw zamieszczono spisy utworów według dziedzin twórczości lub definicje niektórych rodzajów utworów .
Współcześnie zaproponowano zastąpienie prawa autorskiego „prawem informacyjnym” i – w związku z tym – odpowiednią zmianę definicji przedmiotu takiego prawa. Zwolennicy argumentują, że w społeczeństwie cyfrowym podstawą jest wolność informacji, a prawo ma głównie regulować sposób wynagradzania twórców za ich wysiłek, a nie zakazywać dostępu do informacji. Przeciwnicy takiego ujęcia zwracają uwagę na to, że całe kategorie utworów (literackie, artystyczne) nie stanowią tylko informacji .

### Wyłączenia z ochrony prawa autorskiego
Istnieją materiały, które nawet jeżeli są twórcze, nie są utworami w rozumieniu prawa autorskiego. Swoboda korzystania z takich materiałów nie jest ograniczana przez prawo autorskie, ale może być ograniczana przez inne przepisy. Postanowienia o wyłączeniach znalazły się w konwencji berneńskiej. Na przykład jej redakcja rzymska (z 1928) pozwala państwom-stronom konwencji zrobić taki wyjątek dla mów politycznych i przemówień sądowych. Ponadto konwencja traktuje w ten sposób: teksty aktów prawodawczych, administracyjnych lub sądowych oraz urzędowe tłumaczenia tych tekstów.
W Polsce, na podstawie art. 4 prawa autorskiego, do takich wyjątków należą:
- akty normatywne lub ich urzędowe projekty – zgodnie z art. 2 ust. 4 paryskiego tekstu konwencji berneńskiej[48],
- urzędowe dokumenty, materiały, znaki i symbole – pojęcie dokumentu urzędowego definiują przepisy polskich kodeksów postępowania cywilnego i administracyjnego. Dokumentami urzędowymi są m.in. uzasadnienia projektów aktów prawnych, komunikaty urzędowe, wzory pism[49]. Nie ma oficjalnej definicji materiałów urzędowych. Często uznaje się, że są to wszystkie nie-dokumenty, które pochodzą od urzędu, innej instytucji państwowej, dotyczą sprawy urzędowej lub powstały w wyniku urzędowej procedury[50]. Jest to bardzo szerokie ujęcie. Ta kwestia jest związana także z zakresem dostępu do informacji publicznej. Zdaniem T. Koellnera dużą część materiałów zawierających informacje publiczne, do których obowiązuje swobodny dostęp, stanowią utwory[50]. Twórcze nieurzędowe tłumaczenia aktów normatywnych, dokumentów itd. są utworami pierwotnymi[49],
- opublikowane opisy patentowe lub ochronne,
- proste informacje prasowe – tzn. takie, których sposób wyrażenia jest prosty, nietwórczy[49].

## Klasyfikacja utworów

### Ze względu na efekty procesu twórczego
Twórczość może mieć różne efekty, a wśród nich wyróżnia się trzy główne: utwory samoistne, utwory zawierające elementy twórcze innych utworów i twórcze wybory, zestawienia.
- Utwory samoistne, pierwotne – w których nie przejęto twórczych elementów cudzych utworów:
  - utwory inspirowane – w których twórczo przetworzono elementy utworu inspirującego[52]. Związek między utworem inspirującym i inspirowanym jest na poziomie psychologicznym. Utwory inspirowane często należą do innych dziedzin twórczości niż utwory inspirujące[53]. Twórca utworu inspirowanego nie ma obowiązku uzyskania zgody na stworzenie, swobodne korzystanie i rozporządzanie swoim utworem, nie musi oznaczać utworu inspirującego ani jego twórcy[52],
  - inne utwory samoistne – w których nie przejęto żadnych twórczych elementów cudzych utworów[54];
- utwory niesamoistne – w których przejęto twórcze elementy cudzych utworów:
  - utwory zależne (opracowania) – w których twórcze elementy cudzych utworów przejęto w istotnym zakresie i zmieniono. Jest to m.in. tłumaczenie, adaptacja, przełożenie utworu jednego rodzaju na inny (sporządzenie partytury, stworzenie komiksu na podstawie filmu)[52]. Jeżeli oprócz przejęcia twórczych elementów cudzego dzieła przywłaszczono sobie autorstwo tego dzieła, popełniono plagiat[55],
  - utwory z zapożyczeniami – w których twórcze elementy cudzych utworów przejęto w mniej istotnym zakresie, np. bez zmian jako cytaty[52], w celu wzbogacenia utworu[14];
- twórcze wybory, zestawienia:
  - zbiory utworów – powstałe na skutek dokonania twórczego doboru, układu lub zestawienia części składowych. Są to zbiory, antologie, wybory i bazy danych[56],
  - utwory zbiorowe – których powstawanie jest organizowane przez producenta lub wydawcę. Producent lub wydawca ma z mocy ustawy prawa autorskie do całości utworu, a do części składowych mogą istnieć osobne prawa twórców[57]. Są to m.in. encyklopedie, numery czasopism, słowniki[58]. Utwory zbiorowe mogą być jednocześnie utworami współautorskimi (nie wszystkie są)[57].

### Ze względu na dziedzinę twórczości
Niektóre ustawy regulujące prawo autorskie podają spis rodzajów utworów z różnych dziedzin twórczości. W polskiej ustawie ten spis jest przykładowy. Konkretne dzieło może należeć do więcej niż jednej kategorii, np. ozdobny zapis nutowy może być utworem plastycznym .
Polska ustawa wymienia utwory:
- wyrażone słowem, symbolami matematycznymi, znakami graficznymi (literackie, publicystyczne, naukowe, kartograficzne oraz programy komputerowe);
- plastyczne;
- fotograficzne;
- lutnicze;
- wzornictwa przemysłowego;
- architektoniczne, architektoniczno-urbanistyczne i urbanistyczne;
- muzyczne i słowno-muzyczne;
- sceniczne, sceniczno-muzyczne, choreograficzne i pantomimiczne;
- audiowizualne (w tym filmowe).

Do tego spisu, ze względu na charakterystyczne cechy tak kategoryzowanych utworów, dodaje się m.in. twórcze słowniki, utwory multimedialne, gry komputerowe, utwory artystyczne i prace naukowe. Odrębnie uregulowane są utwory pracownicze, prace dyplomowe, bazy danych, programy komputerowe, utwory architektoniczne i audiowizualne.

### Ze względu na autorstwo
Oprócz utworów pochodzących w całości od jednej osoby wyróżnia się:
- utwory współautorskie – dzieła więcej niż jednej osoby, które umówiły się (weszły w porozumienie) na wspólną twórczą pracę nad tym samym utworem i razem decydują o jego ostatecznym kształcie[60];
- utwory połączone – utwory występujące w obrocie z innymi utworami, połączone w celu wspólnego rozpowszechniania[61].

Wyróżnia się też utwory osierocone, czyli takie, których autorzy nie są znani albo z którymi trudno się skontaktować.